# Millisle
Millisle (Oileán an Mhuilinn in gaelico irlandese) è un villaggio dell'Irlanda del Nord, situato nella contea di Down.